# مارجوری لی براون
مارجوری لی براون (۹ سپتامبر ۱۹۱۴ – ۱۹ اکتبر ۱۹۷۹) یک آموزگار ریاضی بود. وی یکی از نخستین زنان آفریقایی-آمریکایی بود که در رشته ریاضی دکترا داشت.

## دوران کودکی و تحصیل
مارجوری لی براون یک ریاضی‌دان و آموزگار برجسته بود، وی در سال ۱۹۴۹ میلادی به سومین زن آفریقایی-آمریکایی مبدل شد که در رشته تحصیلی خود دکترا داشت. براون در ۹ سپتامبر ۱۹۱۴ در ممفیس تنسی به دنیا آمد، مادرش ماری تیلر لی و پدرش لیورینس جانسون لی نام داشت. پدرش یک کارگر عادی اداره راه‌آهن بود و مدت کوتاهی بعد از مرگ خانم خود دوباره ازدواج کرد، در آن زمان براون تنها دو سال داشت. پدر و مادر اندر براون به‌نام لوتی که معلم مدرسه بود دختر خود را تشویق کردند تا با جدیت درس‌های خود را دنبال کند، چون می‌دانستند که دختر آن‌ها با استعداد است. براون در مدرسه لی‌موین درس می‌خواند، مدرسهٔ خصوصی مربوط به کلیسای متدیست که پس از جنگ‌های داخلی تأسیس شده بود. وی در دوران مدرسه مسابقه تنیس زنان شهر ممفیس را در ۱۹۲۹ میلادی برنده شد و دو سال بعد از دبیرستان عالی لی‌موین فارغ‌التحصیل شد. براون به دانشگاه هاوارد رفت تا در رشته ریاضی درس بخواند و سپس در سال ۱۹۳۵ به با «درجه ارجمندی» از دانشگاه فارغ-التحصیل شد. وی پس از این‌که درجه لیسانس خود را به‌دست‌آورد برای مدت کوتاهی در مدارس و کالج‌ها به تدریس پرداخت، از جمله در آکادمی گیلبرت در شهر نیو اورلئان.
سپس وی برای ورود به دوره فوق لیسانس به دانشگاه میشیگان درخواست نمود. دانشگاه میشیگان دانشجویان آفریقایی-آمریکایی را می‌پذیرفت، در حالی‌که بیشتر موسسات تحصیلی در ایالات متحده در آن زمان نمی‌پذیرفتند. براون به‌طور تمام وقت در کالج ویلی که برای آموزش سیاه‌پوستان قبل از جنگ داخلی تأسیس شده بود در شهر مارشال، تگزاس تدریس می‌کرد. تنها در جریان تابستان به دروس خود در دانشگاه میشیگان می‌آمد، پس از آن زحمات وی نتیجه داد. او یک موقعیت استادی در دانشگاه میشیگان دریافت کرد و در این زمان بود که توانست به‌طور کامل به دروس خود ادامه داده و در ۱۹۴۹ پایان‌نامه دکترای خویش را تکمیل نماید. تز دکترای وی تحت عنوان «مطالعات زیرگروه‌های تک پارامتری از برخی گروه‌های توپولوژیکی و ماتریسی» تحت نظارت جرج یوری رینیچ به اتمام رسید. وی، همراه با اویلین بوید گرنویل که در سال ۱۹۴۹ میلادی دکترای خود را گرفت، یکی از نخستین زنان آفریقایی-آمریکایی بود که در ایالات متحده در رشته ریاضی دکترا داشت. ایوفیما هاینیس نخستین زن آفریقایی-آمریکایی بود که در سال ۱۹۴۳ میلادی در ایالات متحده دکترای خود را در رشته ریاضی به‌دست‌آورد.

## حرفه و اواخر زندگی
براون پس از این‌که درجه علمی دکترای خود را به‌دست‌آورد، دیگر نمی‌خواست در سمت استاد در یک نهاد پژوهشی کار کند. در نتیجه، وی با استید ریاضی مدارس کار کرد و به آن‌ها «ریاضی مدرن» را آموزش داد. وی به‌طور خاص روی تشویق اقلیت‌ها و زنان به آموختن ریاضی تمرکز داشت.
براون به عنوان استاد به کالج کارولینای شمالی (حالا دانشگاه مرکزی کارولینای شمالی) پیوست و در آن‌جا برای سه سال به تدریس و پژوهش پرداخت. وی در این دانشگاه برای مدت زیادی از ۱۹۵۱ تا ۱۹۷۰ رئیس دانشکده ریاضی بود. وی در آن‌جا به عنوان پژوهش‌گر، هماهنگ‌کننده دانشکده ریاضی و استاد در مؤسسه سَمر برای آموزش معلمین علوم و ریاضیات مدرسه خدمت کرد.
مارجوری لی براون بر اثر سکته قلبی به تاریخ ۱۹ اکتبر ۱۹۷۹ در دورهام-کارولینای شمالی درگذشت. چهار دانشجوی وی پس از مرگش صندوق سپرده امانی مارجوری لی را در دانشگاه مرکزی کارولینای شمالی تأسیس نمودند که از بورسیه تحصیلی مارجوری لی و سلسله درس‌های دانش‌آموخته‌های ممتاز مارجوری لی حمایت مالی می‌کند. دانشکده ریاضی دانشگاه میشیگان از سال ۱۹۹۹ بدین‌سو گردهمایی مارجوری لی براون را راه‌اندازی می‌نماید که در آن هر سال یک سخنران انتخاب می‌شود «تا نطقی در مورد تحقیقات ارایه نموده و همچنین روی مسئله تنوع در علوم صحبت نماید».

## دستاوردها
کار براون روی گروه‌های کلاسیک نشان‌دهنده اثبات‌های ساده از ویژگی‌های مهم توپولوژیکی گروه‌های کلاسیک و روابط میان آن‌ها بود. کار وی به‌طور کلی متمرکز بر جبر خطی و جبر ماتریس بود.
براون در همان اوایل به اهمیت علوم کامپیوتر پی‌برده بود و در سال ۱۹۶۰ میلادی یک طرح پیشنهادی نوشت که برنده ۶۰٬۰۰۰ دلار آمریکا جایزه از شرکت IBM شد و IBM در عوض به دانشگاه کارولینای شمالی کامپیوتر آورد–که یکی از نخستین کامپیوترها در محاسبه آکادمیک و احتمالاً نخستین کامپیوتر در مدارس سیاه‌پوست بود.
براون در طول حرفه خود به دانشجویانی که در ریاضی استعداد خوبی داشتند، کمک می‌کرد. به آن‌ها تعلیم می‌داد و کمک هزینه تحصیل به آن‌ها پیشنهاد می‌کرد تا به آموزش خود ادامه دهند. دانشجویان برجسته وی شامل جوزف باتل، ویلیام فلیچر، آساموا نکوانتا و ناتان سیمز بود. وی مؤسسه سَمر (تابستانی) را تأسیس کرد تا به معلمین ریاضی در مدارس آموزش‌های مداوم را فراهم کند. وی در سال ۱۹۷۴ میلادی به‌خاطر کارهای خود در عرصه آموزش ریاضی جایزه افتخاری دبلیو. دبلیو. رانکین را از شورای استادان ریاضیات کارولینای شمالی دریافت نمود.
وی عضو انجمن پژوهشی زنان، انجمن ریاضی آمریکا، اتحادیه ریاضی آمریکا و کنگره جهانی ریاضی‌دانان بود.

## آثار
«یادداشتی بر گروه‌های کلاسیک»، ماهنامه ریاضیاتی آمریکایی‏ ۶2 (1955)، ۴۲۴ – ۴۲۷.

### کارهای آموزش ریاضی
- مجموعه‌ها، منطق و افکار ریاضیاتی[ث]‏ (۱۹۵۷)
- مقدمه‌ای بر جبر خطی[ج]‏ (۱۹۵۹)
- جبر ماتریس مقدماتی[چ]‏ (۱۹۶۹)
- ساختارهای جبری[ح]‏ (۱۹۷۴)

## جوایز و افتخارات
هرچند تبعیض علیه آفریقایی-آمریکایی‌ها و زنان در دوران حرفه براون بسیار شدید بود، با این وجود وی به‌خاطر دست‌آوردهایش در آموزش و ریاضیات شناخته شد.
- انتخاب به عنوان عضو «سیگما زی»[خ] در ۱۹۴۸ میلادی
- نام‌زد دانشگاه میشیگان، انجمن ریاضی آمریکا
- بورسیه تحصیلی بنیاد فورد برای مطالعه توپولوژی ترکیباتی در دانشگاه کمبریج
- بورسیه تحقیقاتی بنیاد ملی علوم برای مطالعه آنالیز عدید و محاسباتی در دانشگاه کالفرنیا، لاس آنجلس.
- بورسیه برای مطالعه توپولوژی دیفرانسیل در دانشگاه کلمبیا، ۱۹۶۵ – ۱۹۶۶
- نخستین دریافت‌کننده جایزه افتخاری دبلیو. دبلیو رانکین برای کارهای عالی در آموزش ریاضی، که از جانب شورای معلمین ریاضی کارولینای شمالی اعطاء گردید، این شورا از وی برای «کمک در راستای هموار کردن راه برای انسجام موسسات» تحسین نمودند.
- دانشکده ریاضی دانشگاه میشیگان در سال ۱۹۹۹ میلادی گردهمایی مارجوری لی براون را راه‌اندازی کرد. این گردهمایی همه‌ساله در جریان فعالیت‌های روز مارتین لوتر کینگ در دانشگاه میشیگان برگزار می‌شود.
- بورسیه تحصیلی مارجوری لی براون، بورسیه کامل تحصیلی برای دانشجویانی که می‌خواهند در رشته ریاضی در دانشگاه مرکزی کارولینای شمالی تحصیل نمایند.

## ارجاعات
1. ↑  Krapp, Kristine, ed. (1990). Notable black American scientists. NY: Gale. ISBN 0-7876-2789-5.
2. ↑  مارجوری لی براون در پروژه تبارشناسی ریاضی
3. ↑  Larry Riddle, Euphemia Lofton Haynes, Biographies of Women Mathematicians at Agnes Scott College
4. ↑  Marjorie Lee Browne Colloquium بایگانی‌شده  در ۴ ژوئیه ۲۰۱۷ توسط Wayback Machine, University of Michigan. Retrieved on 9 January 2018.
5. ↑  Marjorie Lee Browne, "A Note on the Classical Groups," American Mathematical Monthly, June–July 1955, pp. 424-427.
6. ↑  Black Women in Mathematics: Marjorie Lee Browne, Scott W. Williams, Mathematics Dept., State University of New York at Buffalo, retrieved 2014-09-13.